# Хорхели, Ника
Ника Хорхели (груз. ნიკა ხორხელი; род. 9 сентября 2001, Грузия) — грузинский футболист, вингер клуба «Самгурали». Старший брат полузащитников Лука Хорхели и Андрея Хорхели, младший брат Георгия Хорхели.

## Клубная карьера
Хорхели — воспитанник тбилисского клуба «Динамо». 29 сентября 2020 года в матче Кубка Грузии против «Рустави» Ника дебютировал и забил первый гол за «Спаери».
Зимой 2021 года стал игроком «Сиони». 2 марта в поединке против «Рустави» он дебютировал в Первой лиге. 15 марта в матче против «Шевардени-1906» Хорхели отметился первым голом за «Сиони».
В январе 2023 года перешёл в «Самгурали». 26 февраля в поединке против «Гагры» Ника дебютировал в составе нового клуба и отметился «дублем». В феврале 2024 года на правах аренды перешёл в израильский «Бейтар» из Иерусалима. 10 февраля в матче против «Маккаби Хайфа» он дебютировал в израильской Премьер-лиге.

## Международная карьера
В 2023 году в составе молодёжной сборной Грузии Хорхели принял участие в молодёжном чемпионате Европы. На турнире он был запасным игроком.